# 郝朝运
郝朝运（1979年11月—），山东菏泽人，中共十九大代表，中国热带农业科学院研究员。

## 生平
2002年本科毕业于山东师范大学，2005年于浙江师范大学获硕士学位，2009年于安徽师范大学获博士学位，同年进入武汉生物工程学院工作。2010年入职中国热带农业科学院，历任香料饮料研究所副所长（正处级）、中国热带农业科学院科技处处长（正处级）等职。2025年任中国热带农业科学院热带生物技术研究所所长（副局级）、党委副书记。

## 学术贡献
主要从事热带作物育种研究。主持国家重点研发计划项目、国家自然科学基金项目等项目10余项。在Nature Communications、Phytotaxa等发表论文50余篇，作为第一完成人获海南省科技进步奖二等奖1项。先后入选海南“省委联系服务重点专家”、海南省“南海名家”培养计划、海南省高层次人才“领军人才”等，被授予“全国青年岗位能手”、“海南省青年五四奖章”、全国最美青工、海南省“最美科技工作者”等荣誉称号。